# Лактоли
Лакто́ли (англ. lactols) — 

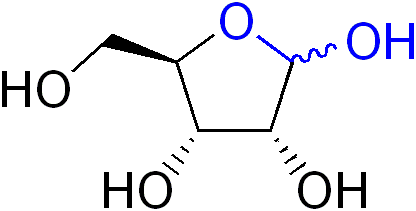
Лактол

1. Циклічні геміацеталі, утворені внутрішньомолекулярним приєднанням гідроксильної групи до альдегідної або кетонної карбонільної групи. Отже це 1-оксациклоалкан-2-оли або ненасичені аналоги.
2. Термін також вживається для гідроксилактонів, однак це не рекомендується IUPAC.[1]